# Michał Działyński (wojewoda chełmiński)
Michał Działyński herbu Ogończyk (zm. 1687) – miecznik ziem pruskich od 1669, kasztelan gdański 1675–1677, chełmiński od 1677, wojewoda chełmiński od 1681. Był także starostą kiszewskim oraz dziedzicem Tyczyna, dworzanin królewski w 1652 roku. 
Syn Mikołaja (zm. 1638 / 1648), brat Jana Dominika i Stanisława.
Poseł sejmiku generalnego pruskiego na sejm nadzwyczajny 1652 roku, sejm zwyczajny i nadzwyczajny 1654 roku, sejm 1658, 1659, 1662, 1664/1665, 1665, 1666 (I), 1666 (II), 1667, sejm nadzwyczajny 1668 roku, sejm abdykacyjny 1668 roku. Poseł na sejm konwokacyjny 1668 roku z województwa chełmińskiego. Był elektorem Michała Korybuta Wiśniowieckiego z województwa malborskiego w 1669 roku. Poseł na sejm nadzwyczajny 1670 roku z województwa malborskiego. Był elektorem Jana III Sobieskiego z województwa malborskiego w 1674 roku. Poseł województwa chełmińskiego z sejmiku malborskiego na sejm koronacyjny 1676 roku.